# Grotte Guattari
Pour les articles homonymes, voir Guattari.
La grotte Guattari est un site préhistorique du Latium, en Italie. Elle s'ouvre à une centaine de mètres de la côte tyrrhénienne, sur le versant oriental du mont Circé, à San Felice Circeo.

## Historique
Sa découverte eut lieu par hasard en 1939, alors que des ouvriers travaillaient à extraire des pierres sur la propriété de M. Guattari. Un éboulement très ancien avait obstrué l'entrée de cette cavité.
Au fond de la grotte, au milieu d'un cercle formé grossièrement avec des pierres, le propriétaire découvrit un crâne d'Homo neanderthalensis, fort bien conservé. Une mandibule fut également recueillie en surface. Des fouilles furent aussitôt réalisées par A.C. Blanc et L. Cardini, puis par A.G. Segre (1950). Début mai 2021, les restes de neuf Néandertaliens ont été découverts a annoncé samedi 8 mai 2021 le ministère italien de la Culture

## Vestiges archéologiques
Des tranchées creusées à l’intérieur et surtout à l’extérieur de la grotte ont livré des industries moustériennes de type Pontinien (Paléolithique moyen). Ces industries, étudiées par M. Taschini puis plus récemment par A. Bietti et S. Grimaldi, présentent des caractéristiques en grande partie dictées par l'emploi de tout petits galets de silex (petits outils, supports corticaux, débitage Levallois après fractionnement sur enclume ou débitage sur enclume, etc.).
La  faune du niveau superficiel ayant livré le crâne comprend des restes de bovidé, de cerf, de cheval et d'hyène. Les dates obtenues pour cette surface permettent de proposer un âge d'environ 57 000 ans avant le présent.

## Du cannibalisme rituel à la tanière d'hyène
Le paléontologue A.C. Blanc et l'anthropologue S. Sergi crurent constater sur le crâne découvert en surface des mutilations très nettes, dont l'élargissement du trou occipital qu'ils interprétèrent comme un indice de consommation du cerveau. Le cercle de pierre fut également considéré comme un témoignage de rituel anthropophage. La grotte fut longtemps citée comme exemple de « sanctuaire » primitif des néandertaliens, d'autant plus que les idées de cannibalisme rituel et de culte des crânes étaient généralement admises alors.
Au début des années 1990, des chercheurs américains et italiens ont proposé une nouvelle explication : les ossements auraient été accumulés par des carnivores, en particulier l'hyène tachetée (Crocuta crocuta). Les mutilations évoquées précédemment sont compatibles avec les traces de dent de ces animaux. En revanche, le crâne ne porte aucune strie de découpe par un instrument en silex comme on peut en voir sur d'autres fossiles humains ou animaux consommés par l'homme. Le cercle de pierre aurait été produit fortuitement par des phénomènes naturels. Pour la Grotte Guattari, l'hypothèse du cannibalisme rituel est aujourd'hui abandonnée par une majorité de chercheurs.